# ماريو بينديتي
ماريو أورلاندو هاردي هاملت بريننو بينديتي فارروخيا والذي اشتهر بماريو بينديتي (بالإسبانية: Mario Benedetti) (14 سبتمبر 1920 - 17 مايو 2009)، كاتب وشاعر أوروغواني، ولد بمدينة باسو دي لوس توروس في الأوروغواي في 14 سبتمبر عام 1920. كان عضوا في حركة جيل ال45 والتي ينتمي إليها أيضا بعض الكتاب مثل خوان كارلوس أونيتي وأيديا بيلارنيو. واشتمل إنتاجه الأدبي الغزير على أكثر من ثمانين كتابا، وتم ترجمة العديد من أعماله إلى أكثر من عشرين لغة. وتوفي بينديتي في مونتيفيديو في أوروغواي في 17 مايو عام 2009.

## السيرة الذاتية وحياته

### نشأته
ولد ابن برينو بينديتى وماتيلدي فاروخيا في الرابع عشر من عام 1920 في الباسو دى لوس توروس بأوروغواي. وقضى سنوات حياته الأولى بموطنه وبجانب أسرته، ثم انتقلت أسرته بعد ذلك لتاكواريمبو بسبب مسائل خاصة بالعمل. وعندما كان بينديتى في عامه الرابع إنتقلوا إلي مونتيفيديو جراء وقوع أسرته ضحايا لعملية احتيال مما أدى إلى إفلاسهم. وبدأ بينديتى دراسته الابتدائية بمدرسة ألمانيه بمونتيفيديو عام 1928 والتي تركها عام 1933 ثم إلتحق بمدرسة ميراندا الثانوية لعام واحد، وبعد ذلك بعامين لم تجرِ دراسته بشكل موفق ولضيق ذات اليد، فبدأ العمل وهو في الرابعة عشر بشركة (ويل إل سميثS.A.) لقطع غيار السيارات. ثم أقام بين عامى 1938 و1941 وبصفة شبة دائمة في بوينوس آيرس بالأرجنتين.

### بداياته الأدبية
عام 1943 ترأس إدارة جريدة مارخيناليا الأدبية (بالإسبانية: Marginalia) ونشر مجموعة مقالاته «مُجازفة وروايه».وفي عام 1945 إنضم إلى فريق الإعداد بجريدة المسيرة أو (مارشا Marcha)الإسبوعية وظل يعمل بها حتى أغلقت على أيدى حكومة خوان ماريا بوردابيري (Juan María Bordaberry) عام1974 ، وجديراً بالذكر أنه عُين مديراً لهذه الجريدة عام 1954. وفي الثالث والعشرين من مارس عام 1946 عقد قرانه على شريكة حياته وحبيبته لوث لوبيز أليجرى.
أصبح بينديتي عام 1950 عضواً لمجلس إدارة تحريرمجلة نوميرو (Número) إحدى أبرز المجلات الأدبيه في عصرها، كما كان عضواً في حزب الكنيسة المجاهدة وكان أول تفاعل له مشاركته في الحركة التي قامت ضد المعاهدة العسكرية مع الولايات المتحدة. وحصل في نفس العام على جائزة وزارة التعليم العام عن مجموعته القصصية الأولى «هذا الصباح». وفاز بينديتى بالجالادرون (بالإسبانية: galardón) في مناسبات عِدة وحتى عام 1958 وهي (مكافأة مالية) لكنه أبى قبولها بطريقة منهجية وذلك لتعارضها مع قواعدة النظامية الصارمة.
عَمِل كناقد مسرحى ومدير مشارك في الصفحة الأدبية الأسبوعية «عُمق الفنون» بجريدة الصباح (la mañana)، وشارك كفكاهىِ في مجلة بيلودوروPeloduro، وكتبَ نقداً سينمائياً في لاتريبونا بوبولار (المِنصة الشعبية). بعد ذلك عاد إلى كوبا للمشاركة في اجتماع هيئة مُحلفين لا كاسا دى لاس أميريكاس La Casa de las Américasوالتي أصبح فيما بعد عضوأ بمجلس إدارتها، وهي (مُنظمة كوبية أنشئتها الحكومة عام 1959 بعد ثورة كوبا بغرض تطوير وتوسيع العلاقات الاجتماعية مع دول أمريكا اللاتينية والكاريبى وباقى العالم، وكانت في الأصل دار نشر ومركز معلومات ثم طُوّرت بعد ذلك لتصبح أشهر وأرقى مؤسسة ثقافية في كوبا)، وشارك في اللقاء الذي انعُقد عن روبين دارييو، وسافر للمكسيك ليشارك في المؤتمر الثانِ لكُتاب أمريكا اللاتينية.
وشارك عام 1966 في فيلم «جولة السنون البيضاء»، وهو إنتاج مشترك (أرجنتينى- برازيلي) ومن إخراج ريكاردو ألبيرتو ديفيليبى والذي لم يُعرض من قبل في حفل افتتاحي.
قدم مُحاضرة عن «العلاقة بين رجل الحَدث والرجل المُثقف» في مؤتمر اللهافانا الثقافي، وعام 1968 أسس وأدار مركز البحوث الأدبية بلا كاسا دى لاس أمريكاس والذي ظل بهِ حتى عام 1971. عام 1971 أسس بجانب أعضاء حركة التحرر الوطنية «توباماروس»، حركة مستقلى 26 مارس، وهي تجمُع شكل منذ نشأته جزءاً من ائتلاف يساري«الجبهة المجيدة el frente amplio» وهي (قوة سياسية وديمقراطية مناهضة للإمبريالية). وكان بينديتى مُمثلاً لهذه الحركة في المكتب التنفيذي للجبهة منذ عام 1971 حتى 1973، غير أن هذا الخيار كان مصيره الفشل بسبب القوة من جهة، ومن جهة أخرى بسبب تعيين بينديتى مديراً بقسم الأداب الأسبانية بكلية العلوم الإنسانية بجامعة الجمهورية بمونتيفيديو.
قام بينديتى بنشر وقائع لعام 1971، معظمها تتألف من: مقالات سياسية والتي نُشِرت بجريدة مارشا الإسبوعية، وكذلك قصيدة لم تُنشر له من قبل، وثلاث خطابات تم إلقائها خلال اجتماع الجبهة المذكورة سابقاً، ونشر أيضاً قصائد متصِلة بمقابلات أُجريت مع شعراء مختلفين من أمريكا اللاتينيه.

### فترة إعتقاله ونفيه
اُختير بينديتي عام 1973 ليكون عضواً بمجلس الجامعة التي يعمل بها، وعلى الرغم من ذلك وببسبب أوضاعه السياسية استقال من منصبه وكان عليه مغادرة البلادوخصوصاً بعد الانقلاب الذي وقع بأوروغواي، وذلك استناداً إلى أنه أُعتٌقل ببوينوس آيرس بالأرجنتين، ولاحقاً تم ترحيله إلى بيرو حيث تم القبض عليه وترحيله ثم جاء العفو عنه. وفي عام 1976 أقام في كوبا حتى العام التالى ثم استقر في مدريد بإسبانيا، وبذلك قضى بينديتى عشرة أعوام بعيداً عن موطِنه وزوجته التي كان عليها البقاء بأوروغواى لتعتنى بوالدتهما.
ورُشحت «الهدنة» في نسختها السينمائية بمهرجان الأوسكار السابع والأربعون عام 1974 كأفضل فيلم أجنبي من إخراج سيرخيو رينان وفي خِتام الحفل فاز بالجائزة الفيلم الإيطالي«أماركود». كما تعتبر قصته «النسيان» واحدة من بين 4 قصص إقتبس منهم المخرج أوسياس ويلينسكي نص فيلمه «دالى نوماس Dale nomás» عام 1947.
عاد لكوبا عام 1976 ولكن هذه المرة كمنفي له، فعاد ليلتحق بمجلس إدارة لا كاسا. وانتقل عام 1980 لمدينة ميورقة، وبعد ذلك بعامين بدأ عمله الإسبوعي بالصفحة الخاصة بالآراء بالجريدة الأسبانية "الباييس El País"، وبنفس العام المذكور منحه مجلس كوبا وسام فيليكس فاريلا (يُمنح للمواطنين الكوبيين والأجانب تقديراً لإسهاماتهم الإستثنائية لتخليد الثقافة الوطنية والعالمية)، وأخيرا نقل اقامته لمدريد عام 1983.

### عودته لأوروغواي
عاد بينديتي إلى أوروغواي عام 1983 بعد انتهاء فترة سجنه والتي كانت دافعاً وراء الكثير من أعماله. وعُين عضواً بمجلس تحرير المجلة الجديدة «بريتشا» التي استكملت مشروع جريدة مارشا الذي تم إعاقته عام 1974. ومرة أخرى عام 1984 إستند المخرج سيرخيو رينان على قصة بينديتي (شكراً لإشعالك سيجارتي Gracias por el fuego)ليقوم بإخراج فيلماً يحمل نفس الاسم.وفي عام 1985، سجل له المؤلف والمطرب والمُلحن خوان مانويل أُسطوانة (السور| الجنوب أيضاً موجود) والتي تتضمن بعض أشعاره.
وبين عامي 1987و1989 إنضم إلى اللجنة الوطنية للإستفتاء التي أُنشئت لإبطال مفعول قانون إسقاط الدعوي التأديبية للدولة، والذي صدر في ديسمبر عام 1986 للحيلولة دون الحكم في الجرائم التي أرتُكِبت في ظل الديكتاتورية العسكرية في أوروغواي منذ عام 1973 وحتى عام 1985.
وفي عام 1986، استلم جائزة خريستو بوتيف البولغارية عن أعماله الشعرية والمقالية. كما مَنحته منظمة العفو الدولية في بروكسل عام 1987 جائزة الياما دى أورو «اللاما الذهبية» عن روايته «ربيع بزاوية مكسورة». كما قُلِد بميدالية هيدي سانتاماريا من مجلس الدولة في كوبا عام 1989.

### أعوامه الأخيرة
شارك بينديتى في فيلم «الجانب المظلم من القلب El lado oscuro del corazón» وهو إنتاج مٌشترك (أرجنتينى-كندي) والذي تم عرضه في 21من مايو عام1992 وفيه يمكننا رؤيته يسرد قصائده باللغة الألمانية. وفي الثالث والعشرين من عام 1996 منحته مؤسسة لوليتا روبيال للتعدين بأوروغواى جائزة موروسولى الفضية للأدب، وبهذه المناسبة برز بينديتى بأعماله السردية، وفي نفس العام إختارته حكومة تشيلي هو وخمسون كاتب آخرون لنيل وسام ميثاق الإستحقاق التربوي والثقافي جابرييلا ميسترال. ومُنح الدكتوراة الفخرية في مايو ويونيو من عام 1997 من جامعتى أليكانتي وفايادوليد في إسبانيا، كما منحته إياها أيضاً جامعة الهافانا في العلوم اللغوية في ديسمبر من العام المذكور. وفي سبتمبر من نفس العام كوفئ بجائزة ليون فيليبى تقدريراً لقييمه المدنية. وفي 31مايو عام 1999 حاز على الجائزة الثامنة للملكة صوفيا للشعر الإبيرو أمريكي وهي عباره عن 6000000 بيزو، وفي 29 من مارس عام 2001 منحته مؤسسة خوسيه مارتي الثقافية والعلمية جائزة خوسيه مارتي الإبيرو أمريكية. وفي 19 من نوفمبر عام 2002 تم تكريمه (مواطناً شريفاً) من قِبل رئيس بلدية مونيفيديو ماريانو أرانا، وعام 2004 مُنح جائزة إتنوسور.
وفي عام 2004 عُرض له ولأول مرة تحت رعاية سفارة أوروغواي في إيطاليا، فيلماً وثائقياً عن حياته وشعره بعنوان «ماريو بينديتى ومفاجآت أخرى»، الفيلم بطولة بينديتي، وكتابة وإخراج أليسانددرا موسكا. وشارك الفيلم في الاحتفال العالمى لسينما أمريكا اللاتنية الجديدة للهافانا، وفي الاحتفال التاسع عشر لسينما أمريكا اللاتينية بترييستي، وأخيراً في الاحتفال العالمى لسينما سانتو دومينجو. وفي عام 2005 قَدم ديوان شعر بعنوان (وداعاً وعودةً حميدةً). وبهذه المُناسبة ظهرأيضاً في الفيلم الوثائقي «كلمات سديدة». وفي السابع من يونيو عام2005 منحته جامعة مينيندس بيلايو العالمية وسام شرف الجامعة بالإضافة إلى جائزتها التاسعة عشر والمكونة من 48000 يورو، تقديراً لدوره هو ومن مثله من الأشخاص البارزة في مجال الإبداع الأدبي والعلمي في اللغتي الأسبانية والبرتغالية.
في ذلك الوقت وبسبب التزاماته الكبيرة كانت إقامته بين أسبانيا وأوروغواي، ثم بعد وفاة زوجته في 13 أبريل عام 2006 التي كانت تعانى من ألزهايمر أقام في حى بوسط مدينة مونتفيديو بأوروغواي بشكل نهائي هذه المرة، وكانت نتيجة انتقاله أنه وهب جزءاً من مكتبته الشخصية بمدريد لمركز الدراسات الإبيرو أمريكية بجامعة أليكانتي. وفي الخامس والعشرين من نوفمبر عام 2006 حاز على جائزة موروسولى الذهبية مقدمة من مؤسسة لوليتا روبيال، وعلى وسام فرانسيسكو دى ميراندا، وهو أعلى درجة امتياز تمنحه حكومة فنزويلا للمساهمين في العلوم أو التعليم أو تقدم الشعوب، بمقر البارانينفو بجامعة الجمهورية. وبنفس العام حصل على وسام ساأورى من الدرجة الأولى ويعد أعلى وسام في السلفادور، وذلك لإسهاماته في الأدب.
وفي السنوات العشر الأخيرة تأرجحت إقامته بين إسبانيا وأوروغواي بسبب مرضه بالربو وبناءً على توصيات طبية بتجنب البرد، ولكن بتفاقم حالته الصحيه قرر البقاء بمونتيفيديو. حاول بينديتي اجتياز صدمة وفاة زوجته التي رحلت عنه بعد ستة عقود من زواجهما بالكتابة. حيث أشارالكاتب في فصلاٍ من إحدى كُتبه الأخيرة بعنوان«من الأغانى التي لا يتغنى بها» قائلاً «بكل صراحة حياتي لم تكن سهلة». في إبريل من عام 2009 نظمت زوجة الكاتب خوسيه ساراماجو، بيلار ديل الريو «سلسلة قصائد» كمُبادرة لدعمه عالمياً بسبب فرض الإقامة الجبرية عليه في مونتيفيديو.

### وفاته
رحل بينديتي في السابع عشر من مايو عام 2009 بمنزله بمونتيفيديو عن عمر يناهز الثامنة والثمانين. وتم تحديد القصر التشريعي ليكون مكان جنازته. وبموجب ذلك أعلنت الحكومة الأوروغواية الحداد وأمرت بأن يصاحب الجنازة تكريم وطني بقاعة (الخطوات المفقودة Salón de los Pasos Perdidos) بالقصر من الساعة التاسعة من يوم الإثنين 18 مايو، كما حضر الجنازة أصدقاء الكاتب واتحاد العمال المركزي وترأس الموكب أعضاء اتحاد طلاب جامعة أوروغواي ومئات من المدنيين الذين أحاطوه دليلاً على تأصلهم وارتباطهم الشديد به، بعد ذلك تم دفنه بالضريح الوطني بالمقبرة المركزية بمونتيفيديو.

## أعماله
تنوعت أعمال بينديتي فشملت كتاباته؛ نوعي الأدب السردي الدرامي والشعري، كذلك سجل أشعاره بصوته في العديد من أشرطة الكاسيت والسي دي، سواءً برفقة المُطرِب دانييل فيجلييتي أو مُنفرِداً، أيضاً تغنت المُطربة الأرجنتينية ناتشا جيفارا بقصائده في أسطوانتها «ناتشا جيفارا تُغنى لبينديتي». كما لحن له خوان مانويل سيرات قصائد عديدة لأسطوانة «الجنوب أيضاً موجود».

### المجموعات القصصية
- هذا الصباح وقصص أخرى (1949).
- أهالي مونتيفيديو (1959).
- الموت ومفاجآت أخرى (1968).
- بالحنين وبدونه (1977).
- جغرافية (مجموعة قصص وأشعار، 1984).
- غافلون وصرحاء (مجموعة قصص وأشعار، 1989).
- بريد الوقت (1999).
- مُستقبل ماضي (2003).

### أعمال درامية
- الريبورتاج (1958).
- ذهاب وإياب (1963).
- بيدرو والنقيب (1979) ترجمة إبراهيم اليعيشي
- الرحيل (2008).

### روايات
- الهدنة (1960).
- شكرا على إشعالك سيجارتي (1965).
- عيد ميلاد خوان أنخل (رواية شعرية،1971).
- ربيع بزاوية مكسورة (1982) - ترجمة إبراهيم اليعيشي تحت عنوان "ربيع في مرآة مكسورة" سنة الإصدار: 2018 - الناشر: دار مسكلياني للنشر والتوزيع.
- بقايا القهوة (1992).
- أنداميوس (1996).

### قصائد وأشعار
- أُمسية لاتُنسى (1954)
- فقط وفي تلك الأثناء (1950)
- أحبُك (1956)
- أشعار مكتوبة (1956)
- أشعار اليوم (1961)
- الأعمال الشعرية الكاملة لبينديتي ج1(1963)
- مفهوم الوطن (1963)
- عندما كُنا أطفالاً (1964)
- الجار القادم (1965)
- ضد الجسور المُتحركة (1966)
- حُلم بصوت عالٍ (1967)
- المُضى قدماً (1969)
- آداب حالات الطوارئ (1973)
- أشعار آخرين (1974)
- المنزل والحجر (1977)
- يوميات (1979)
- سُجناء سابقون (1980)
- نسيم المنفي (1981)
- ليلة القبحاء (1983)
- تكتيك واستراتيجية (1984)
- أسئلة للحظ العاثر (1986)
- أمس وغداً (1987)
- أغاني من هُنا (1988)
- عُزلة بابل (1991)
- الأعمال الشعرية الكاملة ج2 (1994)
- حُب ونساء وحياة (1995)
- النسيان ملئ بالذكريات (1995)
- الحياة هي تلك الفترة الفاصلة (1998)
- مُلتقى هايكو (1999)
- العالم الذي أتنفسه (2001)
- أرق وغفوة (2002)
- الأعمال الشعرية الكاملة ج3 (2003)
- لا يزال موجوداً (2003)
- الدفاع عن النفس (2004)
- ذكريات وآمال (2004)
- وداعاً وعودةً حمديدةً (2005)
- أغاني لا تُغنى (2006)
- شهادة نفس (2008)
- سيرة لأجد نفسي (أشعار، إصدار مؤسسة بينديتي سييكس بارال 2010)

### مقالات
- مُجازفة ورواية (1946)
- مارسيل برووست ومقالات أخرى (نُشرت بمجلة نوميرو، 1951)
- بلد ذَنَب القش (1960)
- أدب أوروغواي من القرن العاشر (1963)
- آداب قارة المستيزو (1967)
- كاتب أمريكي لاتيني وثورة كامنة (1974)
- مُلاحظات على بعض وسائل دعم التغلغل الثقافي (1979)
- اللجوء للبطريرك الأعلي (1979)
- إطلاق سراح وافتراضات أُخري (1984)
- ثقافة بين نارين (1986)
- تخلف وحروف من جرأة (1987)
- الثقافة، تلك الغاية المتنقلة (1989)
- واقع وكلمة (1991)
- حِيرة نهاية القرن (1993)
- مُمارسة المعايير (1995)
- أن تحيا مُتعمداً (2007)
- دانييل فيجلييتي وبدون مدح (2007)

### تسجيلات صوتية

#### مُنفرداً
- أشعار مكتوبة (إنتاج شركة ألفا بمونتيفيديو 1960)
- الأشعار الكاملة (إنتاج شركة أركا بمونتيفيديو 1969)
- سأمضى قدماً (شركة فولديف بمونتيفيديو 1969)
- اتركونا/ عائلة إيريارتي (إنتاج نبض أمريكا اللاتينية بالجامعة المستقلة بالمكسيك 1978)
- كلمة مُفعمة بالحياة (من كتاب «أسئلة للحظ العاثر»، إنتاج جامعة الجمهورية بمونتيفيديو 1986)
- الأعمال الشعرية الكاملة من1950:1975 (شركة أيويي - تاكوابيه، شريط كاسيت 1991 وسي دي 2002)
- الأعمال الشعرية الكاملة من1976:1985 (أيويي - تاكوابيه، شريط كاسيت 1991 وسي دي 2002)
- الأعمال الشعرية الكاملة من 1986:1990 (أيويي - تاكوابيه، شريط كاسيت 1991 وسي دي 2002)
- بينديتي يروى أعماله (إصدار مكتبة بينديتي بمؤسسة سيكس بارال، في بوينوس آيرس 1993)
- قصص مُختارة (إصدار دار ألفاجوارا بمدريد 1995)
- حُب ونساء وحياة (أصدرته دار ألفاجوارا بمدريد وفي نفس عام صدور النسخة المطبُوعة 1995)
- أشعار برفقة الشباب (صدرت نُسخة السي دي بصُحبة الكتاب الذي يحمل نفس الاسم 1996)
- الأعمال الشعرية الكاملة من 1991:2003 (إصدار أيويي - تاكوابيه 2004)

#### تسجيلات برِفقة دانييل فيجلييتي
- بصوتين (الإصدار الأول- شركة أورفيو 1985)
- بصوتين (الإصدار الثانِ- شركة أورفيو 1987)
- بصوتين (استعراض للكتب أصدرته دار ألفاجوارا 1994)
- بصوتين 1و2 (إعادة إصدار الألبومي الأول والثاني لأورفيو 1994)
- بصوتين في نسخته السي دي (أصدرته شركة أيويي - تاكوابيه)

## روابط خارجية
- ماريو بينديتي على موقع IMDb (الإنجليزية)
- ماريو بينديتي على موقع الموسوعة البريطانية (الإنجليزية)
- ماريو بينديتي على موقع ديسكوغز (الإنجليزية)
- ماريو بينديتي على موقع قاعدة بيانات الفيلم (الإنجليزية)